# Izure Saikyō no Renkinjutsu-shi?
Izure Saikyō no Renkinjutsu-shi? (いずれ最強の錬金術師？?), conocida en inglés como Possibly the Greatest Alchemist of All Time, es una serie de novelas ligeras japonesas escritas por Kogitsunemaru e ilustradas por Hitogome. Fue publicada originalmente en línea desde agosto de 2017, AlphaPolis ha publicado quince volúmenes de la serie desde febrero de 2018. 
Una adaptación de manga ilustrada por Tarō Sasakama comenzó a serializarse en línea a través del sitio web de manga de AlphaPolis en agosto de 2018 y se recopiló en seis volúmenes de tankōbon. El manga se publica digitalmente en inglés a través de Alpha Manga. Una adaptación de la serie de televisión de anime producida por Studio Comet se estrenó en enero de 2025.

## Sinopsis
Siendo un hombre ordinario, Takumi Iruma es accidentalmente mezclado con un grupo de héroes elegidos para ser convocados a otro mundo. ¡Como compensación por el error, una diosa le ofrece el derecho de elegir cualquier habilidad que desee!

## Personajes
Takumi Iruma (タクミ・イルマ?)
 Seiyū: Shōgo Sakata, Samuel Lazcano (español latino)
Un asalariado japonés que fue invocado accidentalmente al mundo de Mildgard por la diosa Nolyn. Su cuerpo fue desintegrado por el hechizo, por lo que Nolyn lo resucita siendo adolescente y le otorga una serie de poderes mágicos para que pueda rehacer su vida en Mildgard. Inicialmente, Takumi desea vivir en paz y evitar conflictos, por lo que decide convertirse en alquimista en la ciudad de Bolton. Sin embargo, para conseguir empleo, debe hacerse miembro del gremio local de aventureros y completar al menos una misión al mes. Sus inventos hacen que el reino de Barcula reciba la atención no deseada del Sacro Imperio Sidonia, que se inspira para invocar a tres héroes del antiguo mundo de Takumi.
Sofia Sylphid (ソフィア・シルフィード Sofia Shirufīdo?)
 Seiyū: Ai Kayano, Karen Vallejo (español latino)
Una elfa y compañera de aventuras de Takumi. Estaba lisiada y bajo una maldición mágica antes de que Takumi la curara. Al principio es dura y trata de mantener la distancia con Takumi, pero después de su curación, se vuelve más amable y desarrolla sentimientos por él.
Maria (マリア?)
 Seiyū: Nao Tōyama, Casandra Acevedo (español latino)
Ama de llaves de Takumi y mejor amiga de Sofía. Está entrenada en cocina, limpieza y lucha, hasta el punto de emocionarse cada vez que Takumi crea herramientas que le facilitan las tareas. María es alegre y más sociable, lo que contrasta con la más reservada Sofía.
Maple (カエデ Kaede?)
 Seiyū: Afumi Hashi, Cassandra Valtier (español latino)
Una Araña Asesina que ayuda a Takumi a sobrevivir al ataque de un jabalí. Takumi decide adoptarla y forman un vínculo telepático que le permite interpretar sus pensamientos como palabras habladas. Gracias a su capacidad para producir seda, se convierte en un recurso valioso para la producción de Takumi. Más tarde, evoluciona a una Aracne con un torso humano sobre su cuerpo de araña y desarrolla la capacidad de comunicarse con los demás sin que Takumi tenga que ser su traductor. Gracias a ella, Takumi encuentra y adopta la Camelia del Caballo Drake.
Diosa Nolyn (女神ノルン Megami Norun?)
 Seiyū: Sora Amamiya, Sandra Olarra (español latino)
Una diosa que invocó accidentalmente a Takumi al mundo de Mildgard. Como disculpa, lo resucita siendo adolescente y le otorga poderes mágicos para que pueda comenzar una nueva vida como alquimista. Más tarde se revela que, en realidad, trajo a Takumi a Mildgard antes de que el Sacro Imperio Sidonia pudiera invocar a tres héroes, lo que implica que la invocación de Nolyn podría no haber sido accidental.
Reyva (レーヴァ Rēva?)
 Seiyū: Nene Hieda, Jessica Ángeles (español latino)
Una chica zorro que aceptó convertirse en esclava para enviar dinero a su hermano menor, quien vive en un pueblo pobre. A pesar de su interés y habilidades en la magia, no pudo encontrar un empleador porque requería una formación que requería mucho tiempo. Por suerte, Takumi la compra por su interés compartido en la alquimia.
Máni (マーニ Māni?)
 Seiyū: Moeka Koizumi
Una mujer- conejo. El pueblo en el que vivía fue abandonado debido a los nobles tiránicos y ella llegó a Bolton como refugiada. Ella perdió a su marido por enfermedad.

## Contenido de la obra

### Anime
El 9 de mayo de 2024 se anunció una adaptación de la serie de televisión de anime. La serie está producida por Studio Comet y dirigida por Naoyuki Kuzuya, con Mitsutaka Hirota escribiendo los guiones de la serie, Sayaka Anesaki diseñando los personajes e Hiroshi Nakamura componiendo la música. Su estreno está previsto para el 1º de enero de 2025 en Tokyo MX y BS11. El tema de apertura es "TREASURE!" interpretado por DIALOGUE+, mientras que el tema de cierre es "Twinkle Days" interpretado por harmoe. Crunchyroll obtuvo la licencia de la serie fuera de Asia.
El 13 de diciembre de 2024, Crunchyroll anunció que la serie había recibido un doblaje en español latino, la cual se estrenó el 22 de enero de 2025.